# ウィリアム・ジャスパー・カー

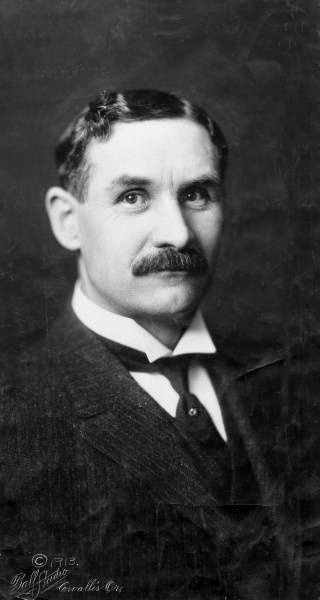
カー（1913年）

ウィリアム・ジャスパー・カー（William Jasper Kerr, 1863年 - 1947年）は、アメリカ合衆国の教師。1907年から1932年まで25年間、アメリカ合衆国のオレゴン州立大学で学長を務めた。1932年、オレゴン州高等教育機構の初代総長に就任し、1935年まで務めた。その他、ブリガムヤング大学（1894年 - 1900年）、ユタ州立農業大学（1900年-1907年）でも学長を務めた。

## 人物
ユタ州リッチモンドに生まれる。ユタ大学で数学を修め、1885年に理学士号を取得。1887年、ブリガムヤング大学で数学を教え始める。また、ユタ大学でも教鞭を執った。
1885年に結婚し、4人の娘と2人の息子を授かった。その後、モルモン教徒として育った彼は、その当時モルモン教で認められていた一夫多妻制に従い、ユタ州スミスフィールドで働く学校教師を2人目の妻として迎えた。モルモン教が一夫多妻制を廃止したことを受けて、カーは2人目の妻との離婚を余儀なくされた。ショックを受けたカーと2人の妻は、その後モルモン教から改宗するに至る。オレゴン州立大学学長に就任後、重婚歴をもつカーは、人々のモルモン教に対する嫌悪感により誹謗中傷を受けた。この中傷は、カーはモルモン教に対して今となっては何の信仰もないことを改めて公にするまで続いた。
退職後はポートランドに移住し、1947年に同地で没した。